# 大屯乡 (清丰县)
大屯乡，是中华人民共和国河南省濮阳市清丰县下辖的一个乡镇级行政单位。位于清丰县城西北6公里，东临城关镇、古城乡，西与内黄搭界，北与古城、阳邵接壤，南与城关镇、韩村乡毗邻，呈带状东西分布，清苏路、阳子线贯穿南北。总面积45平方公里。
全乡共辖22个行政村，32个自然村，总人口35447人，耕地45719亩。

## 行政区划
大屯乡下辖以下地区：
炉里村、大屯集村、黄营村、裴营村、夏固村、贾枣格村、高枣格村、东赵娄村、波里村、店上村、东徐家村、西徐家村、裴村、东纪庄村、陈纪庄村、李纪庄村、陶庄村、刘庄村、贺庄村、南召市村、北召市村和雷家村。